# أباض
أُبَاضُ، قرية تاريخيَّة في اليمامة. اشتهرت القرية بنخيلها الأطول من بين النخيل في المنطقة. كانت أباض موقعًا مهمًا خلال حروب الردة، إذ أن فيها وقعت معركة خالد بن الوليد مع مسيلمة الكذاب مُدعي النُّبوَّة في خلافة أبو بكر الصديق. تمثَّل رجل من بني حنيفة في يوم أُباض قائلًا:

### فهرس المنشورات
1. ↑  الحموي (1977)، ج. 1، ص. 60.

### معلومات المنشورات كاملة
الكتب مرتبة حسب تاريخ النشر
- ياقوت الحموي (1977)، معجم البلدان (ط. 1)، بيروت: دار صادر، OCLC:1014032934، QID:Q114913343